# ميك بيرك (متسلق جبال)
ميك بيرك (بالإنجليزية: Mick Burke)‏ هو متسلق جبال بريطاني، ولد في 1941 في ويغان في المملكة المتحدة، وتوفي في 1975 في جبل إفرست في نيبال.